# Meleoma hageni
Meleoma hageni is een insect uit de familie van de gaasvliegen (Chrysopidae), die tot de orde netvleugeligen (Neuroptera) behoort. 
Meleoma hageni is voor het eerst wetenschappelijk beschreven door Banks in 1949.